# Berneška bělolící
Berneška bělolící (Branta leucopsis) je středně velký vrubozobý pták z rodu bernešek (Branta).

## Taxonomie
Z taxonomického hlediska se jedná o monotypický druh.

## Popis
- Délka těla: 58–70 cm
- Rozpětí křídel: 120–142 cm
- Hmotnost: 1,29–2,4 kg[2]

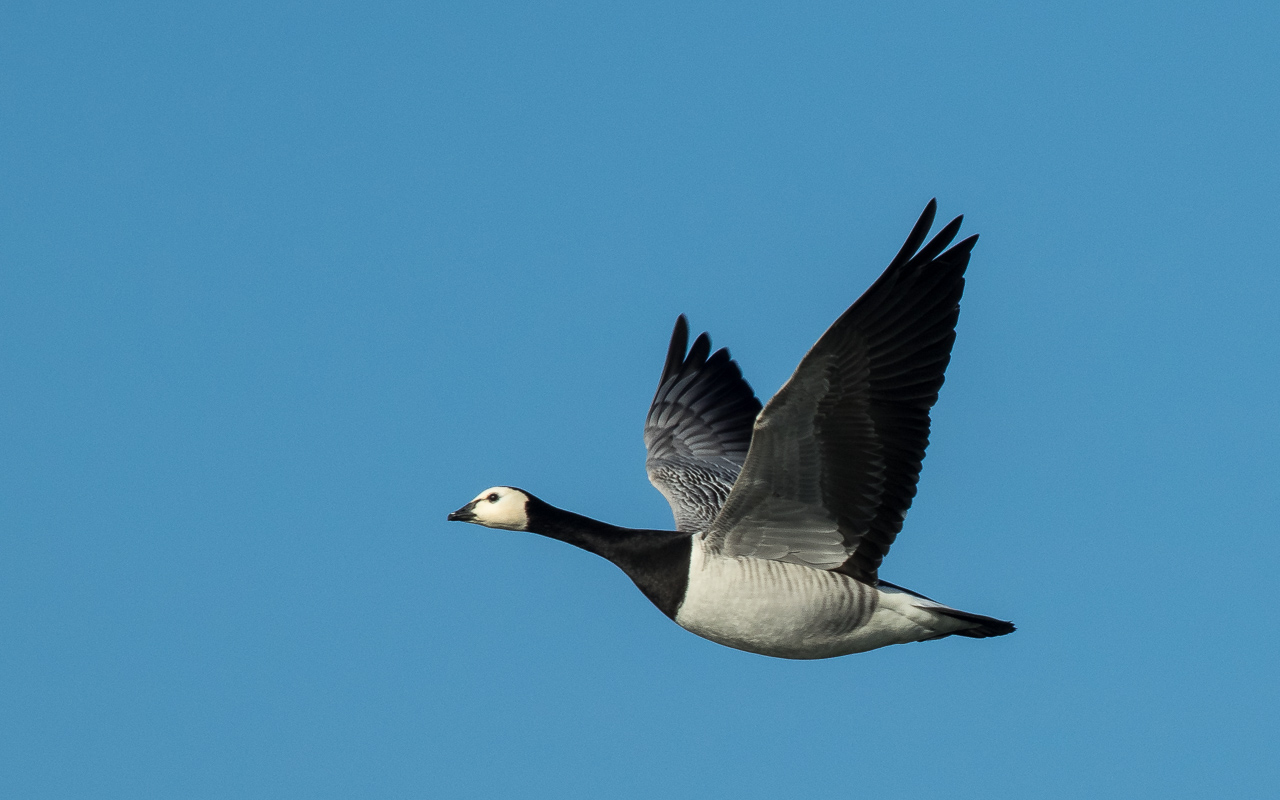
Berneška bělolící v letu

Berneška bělolící je středně velká husa kompaktních tvarů s krátkým krkem, kulatou hlavou a poměrně malým zobákem; je o něco větší než příbuzná berneška tmavá. Většina hlavy je bílá (odtud také jméno druhu), přičemž u dospělých ptáků může někdy mít žlutavý odstín. Temeno hlavy je černé, stejně tak i krk a hruď. Mezi černou hrudí a stříbřitě bílou spodinou těla je ostrá hranice, která je dobrým určovacím znakem zejména za letu (hůře rozlišitelná bílá hlava nevylučuje záměnu s berneškou tmavou). Záda a křídla jsou šedá s pravidelným černobílým vlnkováním (berneška tmavá má záda i křídla tmavší a bez kresby).
Mladí ptáci mají kresbu méně kontrastní a hlavu vždy bílou bez žlutého nádechu.

### Hlas
Ozývá se štěkavým, jednoslabičným voláním „ka“ nebo „kau“. V letícím hejnu lze rozeznat volání s proměnlivou výškou tónu.

## Rozšíření
Hnízdí na arktických ostrovech a pobřeží, přičemž dává přednost skalnatým srázům a skalám. Od 70. let 20. století jsou známa také hnízdiště na travnatých ostrůvcích a pobřeží Baltského moře. Zimuje v severozápadní Evropě; do České republiky zalétá vzácně v období tahu mezi červencem a květnem, někdy zde také zimuje. Na konci roku 2013 bylo na Opavsku pozorováno poměrně výjimečné hejno 15 bernešek bělolících. Jedna z nich byla přitom nelegálně postřelena během mysliveckého honu, oddělila se od hejna a později již pozorována nebyla.

## Bionomie

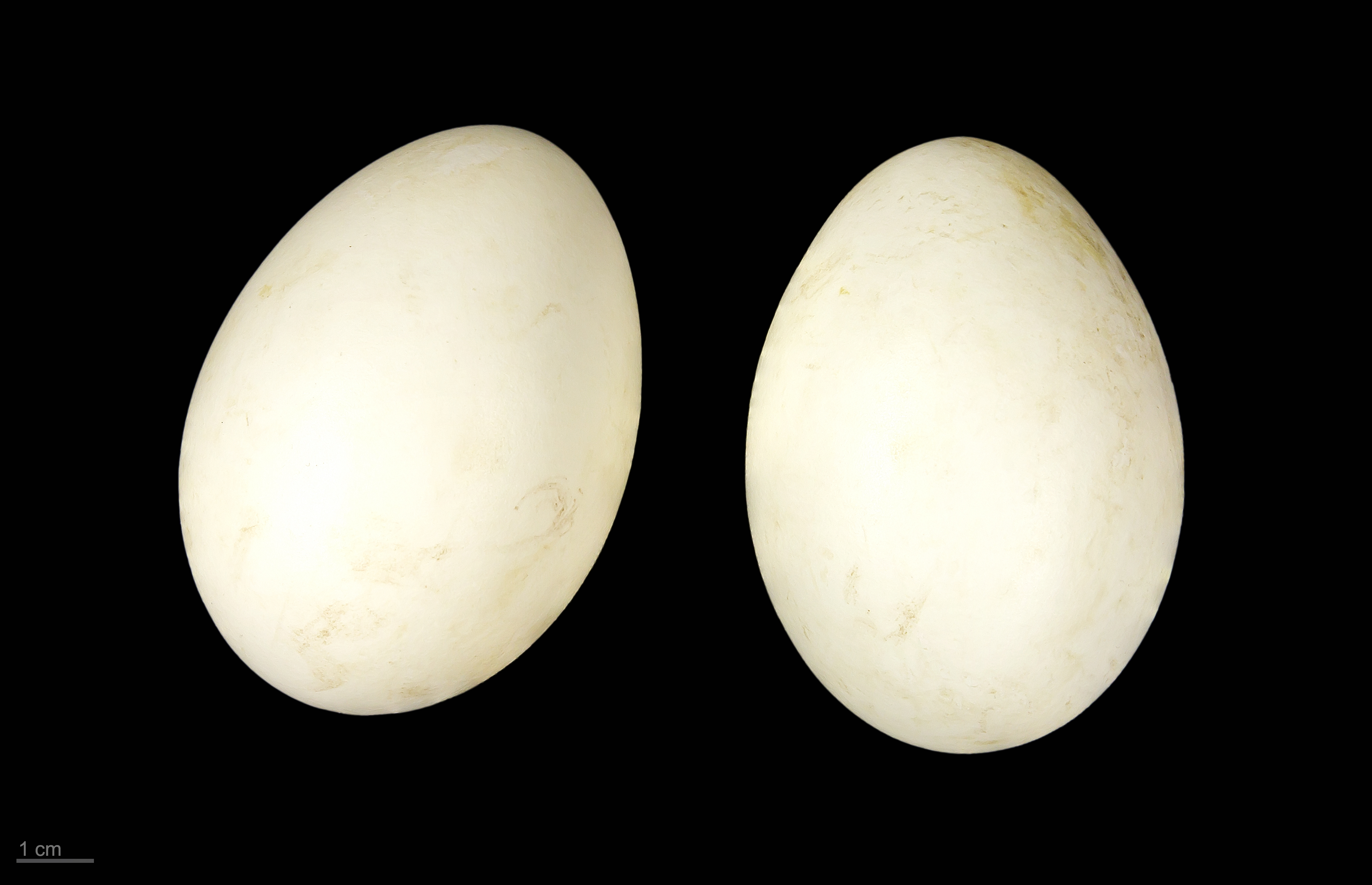
Vejce bernešky bělolící

Živí se zejména rostlinnou potravou – trávou, bylinami, listy i větvičkami dřevin. Zřejmě loví také mořské korýše a měkkýše.

### Hnízdění
Hnízdí v koloniích o počtu do 30 párů na pobřežních skalách či ostrůvcích. Hnízdo si staví mezi kameny na zemi. V květnu a červnu snáší samice 4–6 vajec, na kterých sedí 24–25 dní. Po vylíhnutí mláďat rodinu hlídá samec. Mláďata dosahují vzletnosti přibližně ve věku 7 týdnů.

## Hospodářský význam
Na hnízdištích se sbírá prachové peří z hnízd, někde se také loví. V ČR není povoleno lovit žádný druh bernešek.